# Wojciech Bobowski
Wojciech Bobowski sau Alī Ufqī (alte denumiri Albertus Bobovius, Ali Bey, Santurî Ali Ufki; n. 1610, Lwów, Coroana Regatului Poloniei⁠(d), Polonia-Lituania – d. 1675, Constantinopol, Imperiul Otoman) a fost un muzician și dragoman polonez (mai târziu turc) în Imperiul Otoman. A tradus Biblia în limba turcă otomană, a compus o psaltire otomană, bazată pe psaltirea genoveză în vers metric, și a scris o gramatică a limbii turce otomane.